# Оршица
Оршица или Аршица (блр. Аршыца; рус. Оршица, у древним списима позната као Рша) река је у Белорусији и десна притока реке Дњепар (део басена Црног мора).
Протиче преко територије Оршанског рејона у Витепској области, на северу Белорусије. На њеним облама настао је древни град Орша, који је заједно са реком према списима из 1067. носио старо име Рша.
Оршица извире из Ореховског језера на подручју Оршанског побрђа, даље тече ка југу и након свега 33 km тока улива се у Дњепар код града Орше. Укупна површина басена Оршице је 519 km², а просечан проток у зони ушћа је око 3,3 m³/s.
У реку се улива неколико потока: Мироновка, Скуња, Почалица и Видрица.